# You're My World
You're My World är en sång skriven av Emilia Rydberg och Figge Boström, framförd av Emilia Rydberg i den svenska Melodifestivalen 2009. Låten deltog i den första deltävlingen i Scandinavium i Göteborg den 7 februari 2009, och gick till final där bidraget slutade på nionde plats.
Emilia Rydberg beskrev låten som "en hyllning till dem vi älskar och den värme de ger oss".
Låten belönades med Marcel Bezençon Award 2009 för Melodifestivalens bästa komposition .
Singeln nådde som högst tredje plats på den svenska singellistan. Den 3 maj 2009 gick melodin även in på Svensktoppen , där den låg i sju veckor fram till 14 juni 2009  med åttondeplats som högsta placering innan låten lämnade listan .

## Listplaceringar
| Lista (2009) | Topplacering |
| ------------ | ------------ |
| Sverige      | 11           |

### Fotnoter
1. ↑  ”Melodifestivalen 2009”. 14 mars 2009. Arkiverad från originalet den 25 maj 2012. https://archive.is/20120525204916/http://schlager2009.menmo.se/gd/blogg.html?bloggId=86&offset=78. Läst 7 juli 2011.
2. 1 2  svt.se 3 december 2008 - Emilia - You're My World Arkiverad 18 februari 2009 hämtat från the Wayback Machine.
3. ↑  Sveriges Television 2009 - Vinnare av Marcel Bezencon Award 2009
4. ↑  Svensktoppen - 3 maj 2009
5. ↑  Svensktoppen - 14 juni 2009
6. ↑  Svensktoppen - 21 juni 2009
7. ↑  Listplacering